# Saint-Fort
Pour les articles homonymes, voir Saint-Fort (homonymie).
Saint-Fort est une commune déléguée française, située dans le département de la Mayenne en région Pays de la Loire, peuplée de 1 774 habitants. La fusion de Saint-Fort avec Azé et Château-Gontier au 1er janvier 2019 engendre la création de Château-Gontier-sur-Mayenne.
La commune fait partie de la province historique de l'Anjou (Haut-Anjou).

## Géographie
La commune se situe dans le sud-Mayenne, à 4 km de la ville de  Château-Gontier, par 48° 7' 25" de latitude nord, 3° 3' 25" de longitude ouest, à la fois au sud du canton et de l’arrondissement de Château-Gontier, au sud par conséquent du département.
La commune de Saint-Fort est limitée : au nord par celle de Château-Gontier, au nord est par celle d'Azé, dont  elle est séparée par la Mayenne, à l’est et au sud par celle de Ménil ; au sud-ouest par celle de Chemazé, et à l'ouest par celle de Bazouges (associée à Château-Gontier). Elle affecte, dans l’ensemble, la forme d'un parallélogramme irrégulier, orienté du sud-ouest au nord-est. Sa plus grande longueur, du nord au sud, est de 4,5 km et sa plus grande largeur, de l’est à l’ouest de 3,8 km.

## Toponymie
Le gentilé est Saint-Fortais.

## Histoire
La commune faisait partie de la sénéchaussée angevine de Château-Gontier dépendante de la sénéchaussée principale d'Angers depuis le Moyen Âge jusqu'à la Révolution française. 
En 1790, lors de la création des départements français, une partie de Haut-Anjou a formé le sud mayennais sous l'appellation de Mayenne angevine.
Le 1er janvier 2019, la commune de Saint-Fort fusionne avec Azé et Château-Gontier pour former la commune nouvelle de Château-Gontier-sur-Mayenne dont la création est actée par un arrêté préfectoral du 14 novembre 2018.

## Politique et administration

### Administration municipale

#### Administration actuelle
Depuis le 1er janvier 2019 Saint-Fort constitue une commune déléguée au sein de la commune nouvelle de Château-Gontier-sur-Mayenne, et dispose d'un maire délégué. 
| Période                                  | Période  | Identité      | Étiquette | Qualité         |
| ---------------------------------------- | -------- | ------------- | --------- | --------------- |
| janvier 2019                             | En cours | Gérard Prioux |           | Cadre technique |
| Les données manquantes sont à compléter. |          |               |           |                 |

#### Administration ancienne

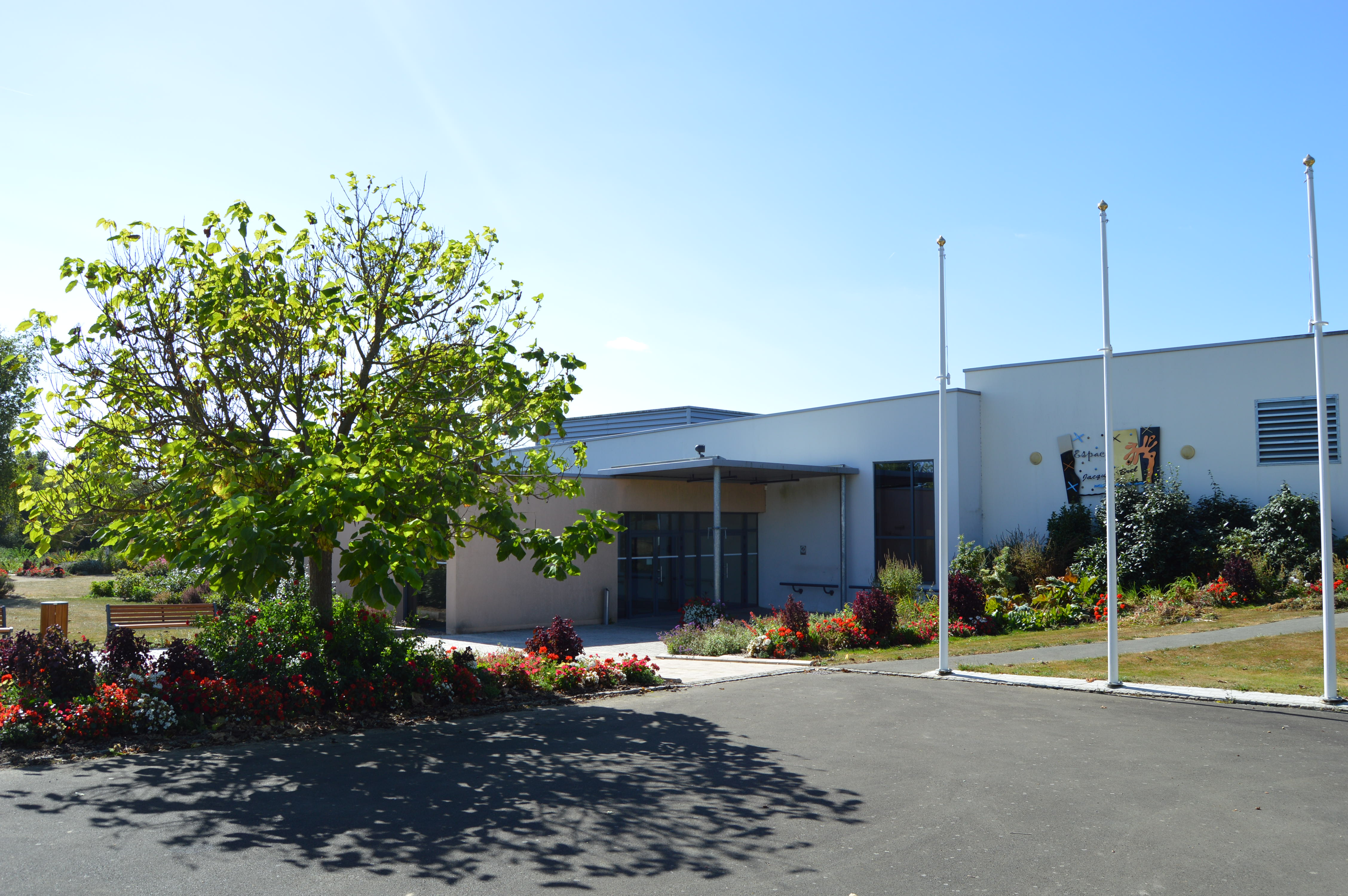
L'espace Jacques-Brel.

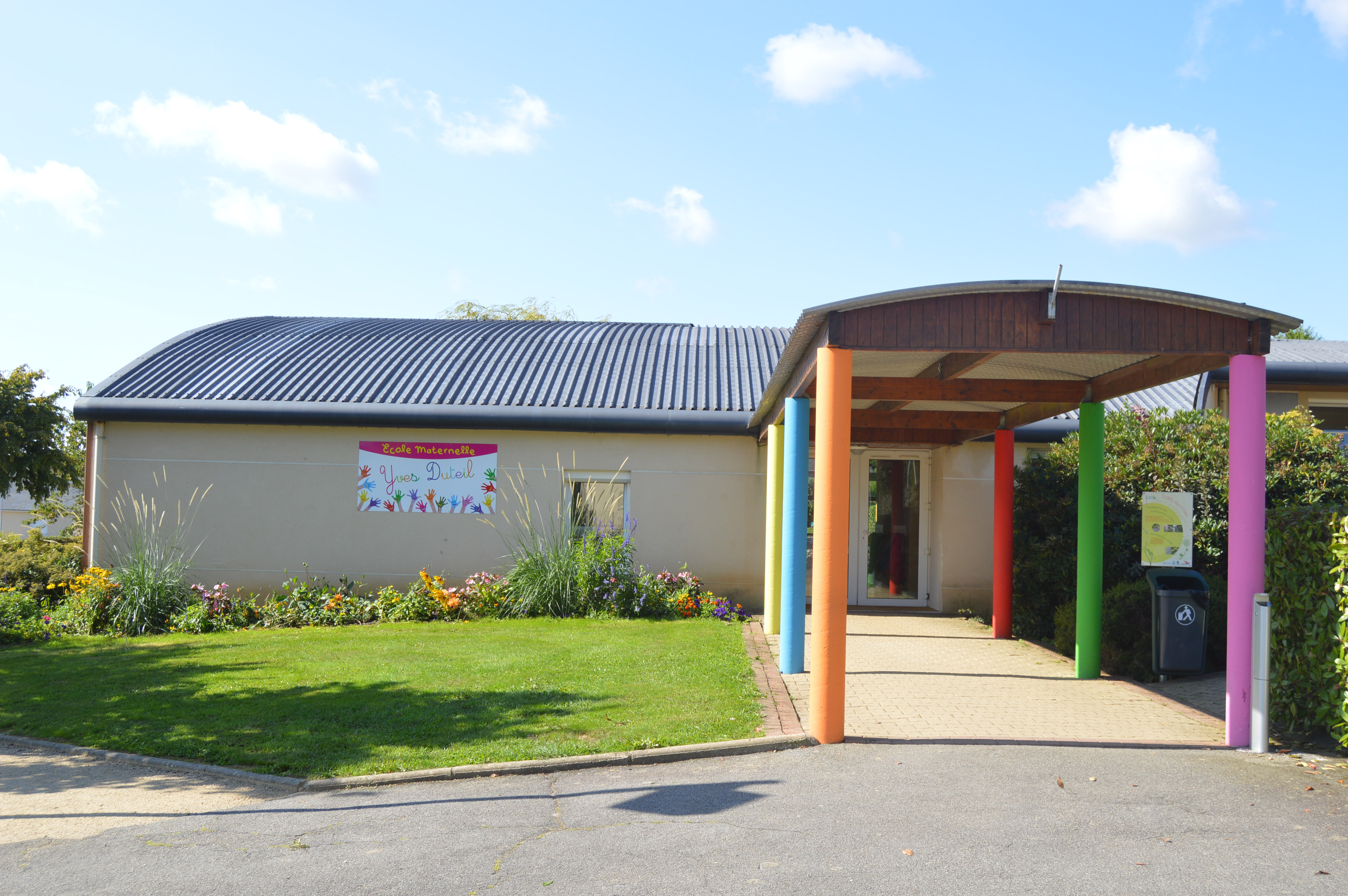
L'école Yves-Duteil.

| Période                                  | Période       | Identité           | Étiquette                   | Qualité             |
| ---------------------------------------- | ------------- | ------------------ | --------------------------- | ------------------- |
| 1865                                     | 1869          | Armand Gourdon     |                             |                     |
| 1869                                     | 1884          | Pierre Fautras     |                             |                     |
| 1884                                     | 1892          | Théodore Girandier |                             |                     |
| 1892                                     | 1912          | René Paillard      |                             |                     |
| 1912                                     | 1942          | Desnoes            |                             |                     |
| 1942                                     | 1945          | Arsène Landelle    |                             |                     |
| 1945                                     | 1989          | Louis Fourmond     | MRP, puis Centre démocrate, | Agriculteur, député |
| 1989                                     | mars 2014     | Patrick Fourmond   | UDI                         |                     |
| mars 2014                                | décembre 2018 | Gérard Prioux      | DVD                         | Cadre technique     |
| Les données manquantes sont à compléter. |               |                    |                             |                     |

## Démographie
En 2021, la commune comptait 1 774 habitants. Depuis 2004, les enquêtes de recensement dans les communes de moins de 10 000 habitants ont lieu tous les cinq ans (en 2008, 2013, 2018, etc. pour Saint-Fort) et les chiffres de population municipale légale des autres années sont des estimations.
| 1793 | 1800 | 1806 | 1821 | 1831 | 1836 | 1841 | 1846 | 1851 |
| ---- | ---- | ---- | ---- | ---- | ---- | ---- | ---- | ---- |
| 284  | 281  | 266  | 599  | 552  | 614  | 611  | 670  | 784  |

| 1856 | 1861 | 1866 | 1872 | 1876 | 1881 | 1886 | 1891 | 1896 |
| ---- | ---- | ---- | ---- | ---- | ---- | ---- | ---- | ---- |
| 756  | 754  | 510  | 485  | 499  | 456  | 483  | 492  | 486  |

| 1901 | 1906 | 1911 | 1921 | 1926 | 1931 | 1936 | 1946 | 1954 |
| ---- | ---- | ---- | ---- | ---- | ---- | ---- | ---- | ---- |
| 487  | 471  | 463  | 442  | 445  | 438  | 454  | 482  | 457  |

| 1962 | 1968 | 1975 | 1982 | 1990  | 1999  | 2008  | 2013  | 2018  |
| ---- | ---- | ---- | ---- | ----- | ----- | ----- | ----- | ----- |
| 437  | 430  | 544  | 823  | 1 189 | 1 571 | 1 580 | 1 632 | 1 687 |

| 2019  | - | - | - | - | - | - | - | - |
| ----- | - | - | - | - | - | - | - | - |
| 1 690 | - | - | - | - | - | - | - | - |

## Économie
- L'orfèvrerie Liberty.

## Culture locale et patrimoine

### Lieux et monuments
- Le château de la Maroutière.

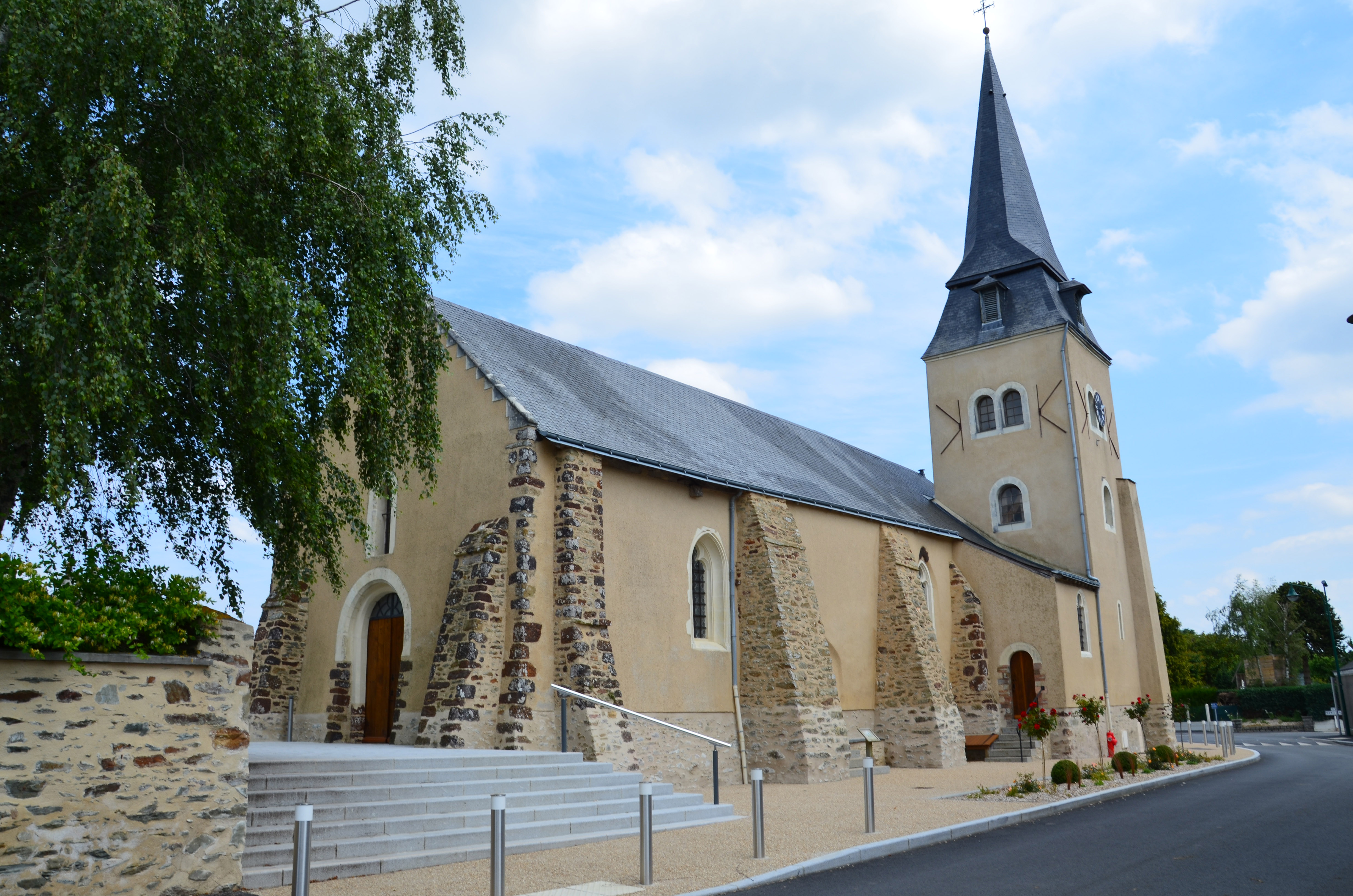
L'église Saint-Fort.

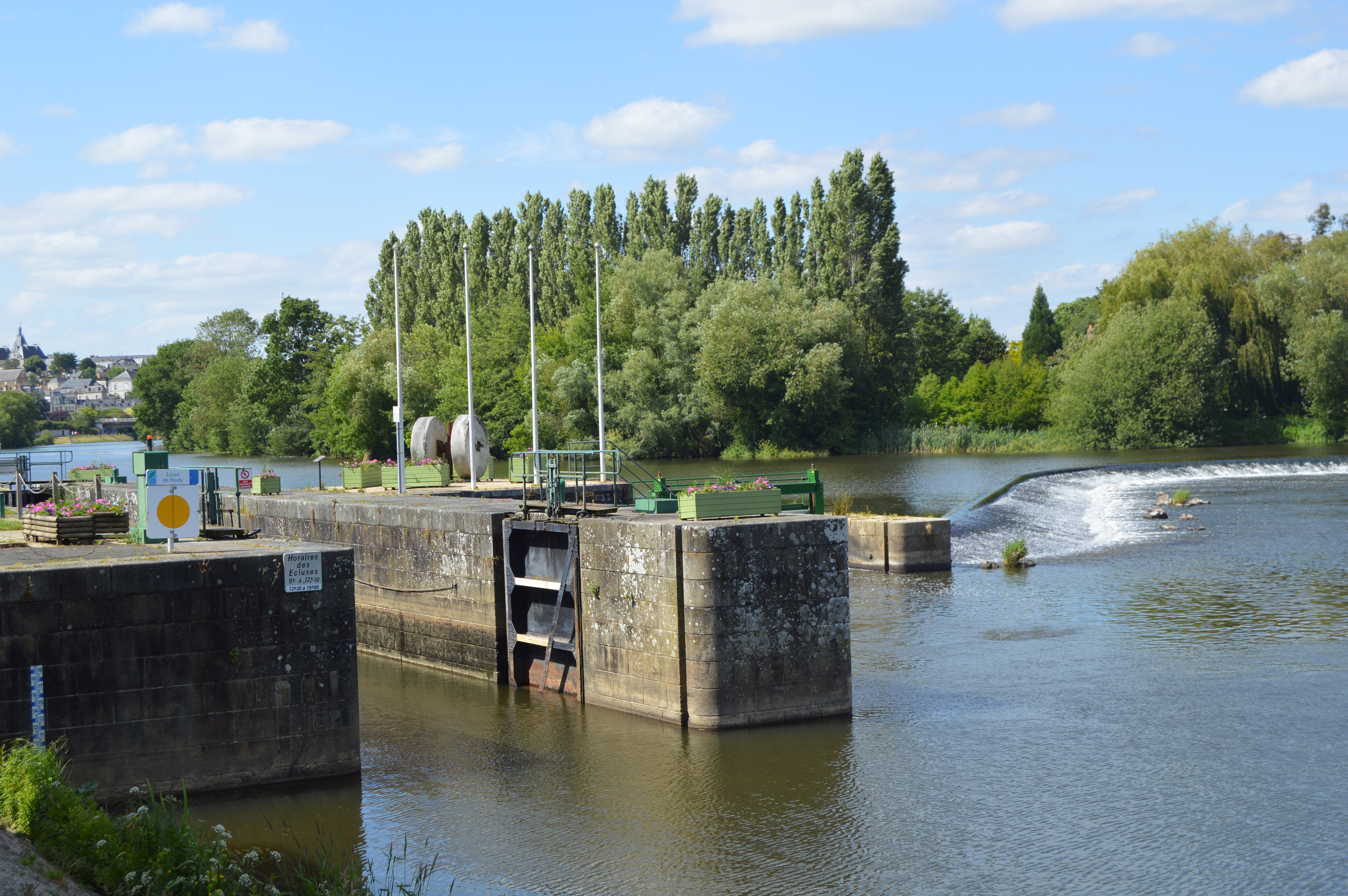
L'écluse de Pendu.

- L'église Saint-Fort, rue Louis Fourmond.
- La chapelle de Saint-Joseph-des-Genêts de Pendu.
- Le village et l'écluse de Pendu.
- Le refuge de l'Arche.

### Personnalités liées à la commune
- André Duliou, curé, guillotiné à l'âge de 66 ans, l'un des 14 martyrs de Laval ;